# Barnaba Cagnoli
Barnaba Cagnoli (Vercelli, ... – XIV secolo) fu un frate italiano nativo di Vercelli.
Fu due volte provinciale della Lombardia dal 1305 al 1313 e dal 1319 al 1324. Nel 1313 fu nominato inquisitore ed in tale incarico si distinse come zelante difensore della fede, attirando fama ed onore su di sé e sull'ordine che rappresentava.
Dopo la fine della sua seconda permanenza in Lombardia, fu inviato in Piemonte da Giovanni XXII, in qualità di legato pontificio, con l'obiettivo di indurre i signori di quella regione alla pace ed all'unità.
Nel 1324 venne eletto Maestro Generale dell'Ordine Domenicano, incarico che ricoprì fino al 1332.